# Romance de fronteira

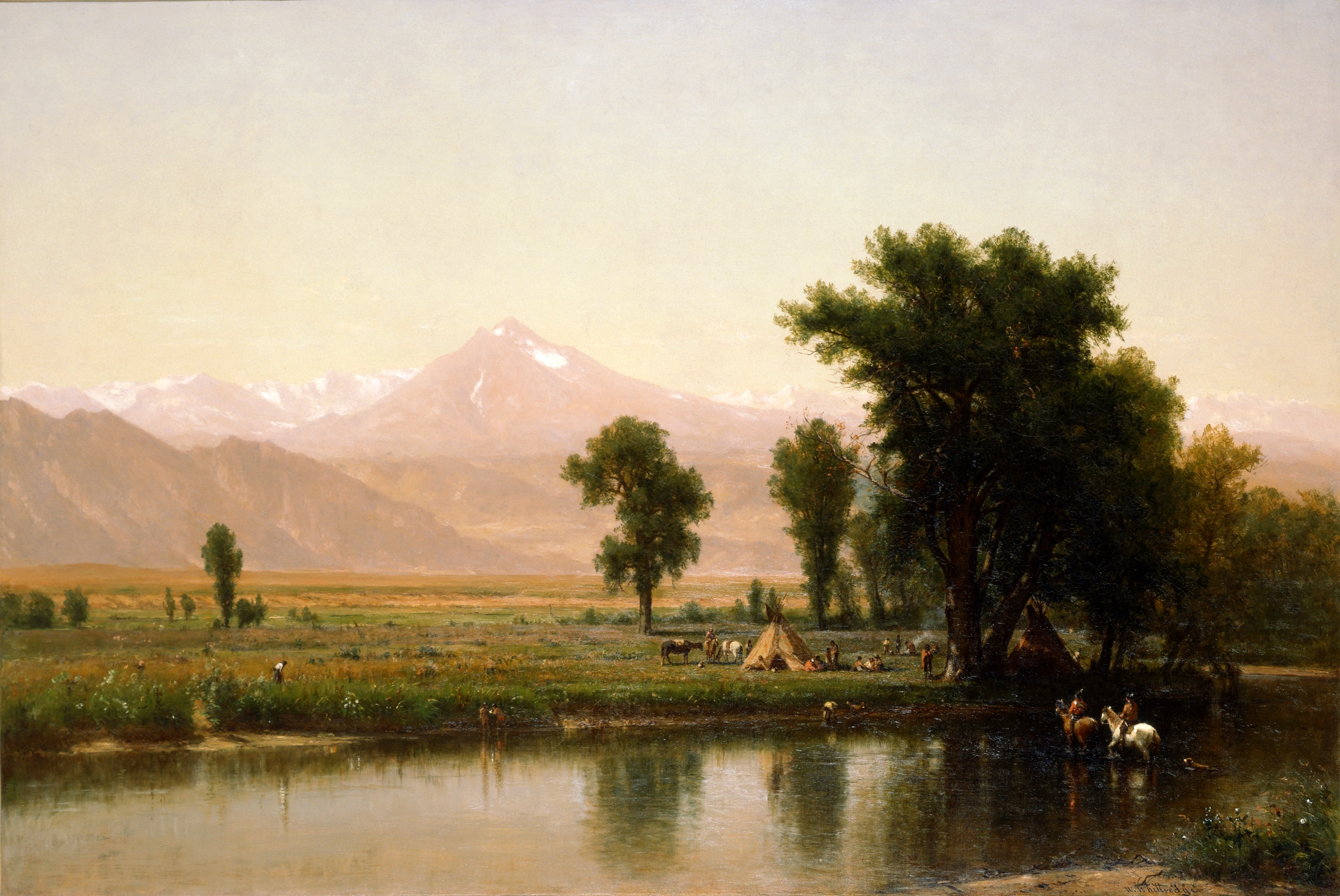
"Crossing the River Platte", pintura de Worthington Whittredge, 1871.

O romance de fronteira (em inglês: frontier romance) é um estilo de romance dos Estados Unidos da primeira metade do século XIX, tendo como principal característica a representação da fronteira dos Estados Unidos e a expansão em direção ao Oeste. Os principais autores dos romances de fronteira são James Fenimore Cooper, com sua série de livros "Leatherstocking", (publicados entre 1823 e 1841), Lydia Maria Child, com obras como Hobomok (1824), e Catharine Sedgwick, com sua obra Hope Leslie (1827).

## Temas

### Fronteira como símbolo
Conforme aponta o autor Earle L. Rudolph, enquanto na literatura da Europa as fronteiras são bem definidas e simbolizam os campos de disputa política e cultural intensas entre as nações, a fronteira interna dos Estados Unidos era o símbolo máximo do destino manifesto, significando a existência de uma enorme área de terra livre, pronta para a expansão rumo ao Oeste. Ao mesmo tempo, a fronteira simboliza o ponto de encontro entre a civilização dos colonizadores (chamados de pioneiros) e a "selvageria" dos nativos indígenas dos Estados Unidos.

### A questão indígena
Um dos principais temas da literatura de fronteira é o papel dos indígenas na formação da colônia nos Estados Unidos, e o futuro destes povos na formação da nação estadunidense.
Autores como Ezra Tawil destacam a importância do romance de fronteira na redefinição do conceito de "raça" na primeira metade do século XIX, ao incorporar a ideia de uma diferenciação emocional (e não apenas biológica) entre os europeus e os indígenas nativo-americanos.

## História
As primeiras gerações de escritores após a Guerra de Independência dos Estados Unidos, encerrada em 1783, buscavam se distanciar da herança inglesa no país, através da criação de uma literatura nacional que desse resposta ao início de um processo de expansão e emancipação política do país. Nesse sentido, o início do século XIX é marcado tanto pelo aumento no número de revistas, jornais, casas editoriais e teatros quanto pela exploração dos limites do território e a criação de cartas topográficas mais completas.
Neste sentido, o romance de fronteira surge no contexto das políticas estadunidenses de expansão e colonização em direção ao Oeste, a partir da presidência de James Monroe (1817-1825), e também o crescimento da literatura de ficção histórica no país, com as primeiras publicações dos romances históricos de Walter Scott. Com autores como James Fenimore Cooper, Catharine Sedgwick e Lydia Maria Child, o gênero do romance de fronteira se tornou imensamente popular entre o público leitor estadunidense a partir da década de 1820.